# Plaza de toros Real de San Carlos
La Plaza de toros Real de San Carlos fou una plaça de toros situada a Colonia del Sacramento, al sud-oest de l'Uruguai. Es va practicar la tauromàquia fins al 1912, quan el govern uruguaià va prohibir aquesta pràctica esportiva.
Fou construïda amb el tradicional estil neomudèjar.

## Història
Quan es trobava en operació, podia albergar fins a 10.000 espectadors. Va ser inaugurada oficialment el 9 de gener de 1910 amb la participació d'alguns dels toreros més destacats del moment com ara Ricardo Torres i el seu germà Manuel, d'Espanya.
Tot i que la inauguració estava prevista per al dia 8, els propietaris van decidir posposar-la uns dies per complir amb els requisits mínims de comoditat. No obstant això, atès al reclam dels espectadors, sobretot provinents de Buenos Aires, es va obrir l'endemà amb la presència de no menys de 7.000 espectadors.
A la plaça van tenir lloc vuit lluites amb els bous, fins que el govern de l'Uruguai va erradicar la tauromàquia el 1912, sent declarada il·legal.
Actualment es troba en ruïnes i l'accés està restringit per perill d'ensorrament.

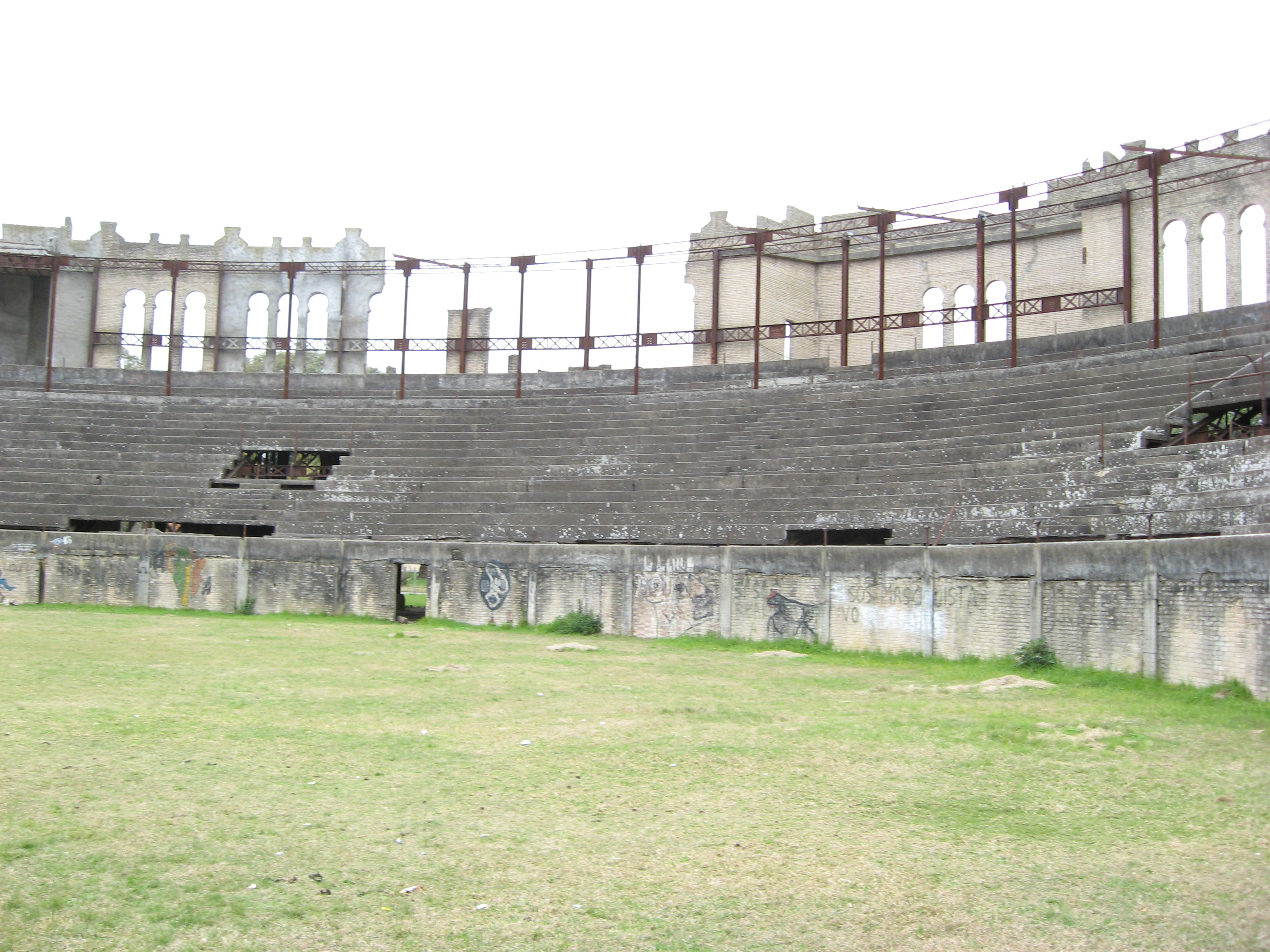
Interior de la plaça.